# Speed Racer (filme)
Speed Racer é um filme de ação alemão e americano de 2008 baseado na série de anime e mangá japonês Speed Racer pela Tatsunoko Productions. O filme foi escrito e dirigido pelas irmãs Wachowski, e estrelado por Emile Hirsch, Christina Ricci, John Goodman, Susan Sarandon, Matthew Fox, Benno Fürmann, Hiroyuki Sanada, Rain e Richard Roundtree. O filme é um empreendimento americano-alemão produzido pela Village Roadshow Pictures, Silver Pictures, Anarchos Productions e Studio Babelsberg e distribuído pela Warner Bros. Pictures. A trama gira em torno de Speed Racer, um piloto automobilístico de 18 anos que segue a carreira de seu irmão aparentemente falecido. Sua escolha de permanecer leal à sua família e à empresa Racer Motors causa dificuldades depois que ele se recusa a um contrato oferecido por E.P. Arnold Royalton, proprietário da Royalton Industries.
O filme estava em desenvolvimento desde 1992, mudando atores, roteiristas e diretores até 2006, quando o produtor Joel Silver e as Wachowski colaboraram para começar a produção em Speed Racer como um filme de família. Speed Racer foi rodado entre o início de junho e agosto de 2007, ao redor de Potsdam e Berlim, com um orçamento estimado de US$120 milhões. A trilha sonora foi composta por Michael Giacchino, e trilha sonora do filme, que contém os efeitos sonoros e música tema da série original, foi lançado em 6 de maio de 2008.
Speed Racer estreou em 26 de abril de 2008, no Nokia Theater, e foi lançado nos Estados Unidos em 9 de maio de 2008. O filme foi um fracasso de bilheteria, arrecadando apenas US$93 milhões em todo o mundo com um orçamento de US$120 milhões mais marketing. O filme recebeu críticas negativas por seu enredo, personagens, diálogo e uso de efeitos especiais, além de receber elogios por sua trilha sonora, sua capacidade de entreter o público-alvo e a performance de seu elenco. Posteriormente, foi indicado em várias categorias no Teen Choice Awards, bem como no Framboesa de Ouro.

## Sinopse
Speed Racer (Emile Hirsch) é um jovem de 18 anos de idade, cuja vida e amor sempre foi o automobilismo. Seus pais, Pops (John Goodman) e Moms (Susan Sarandon), têm a empresa independente Racer Motors, em que seu irmão Spritle (Paulie Litt), o mecânico Sparky (Kick Gurry) e a namorada Trixie (Christina Ricci) também estão envolvidos. Desde criança idolatrava seu irmão mais velho e recordista de velocidade, Rex Racer (Scott Porter), que morreu durante a corrida no Casa Cristo 5000, um cross-country de corridas de rali. Agora embarcando em sua própria carreira, Speed Racer rapidamente varre o mundo das corridas com sua habilidade ao volante do carro de seu irmão, o Mach 5, e seu próprio carro de corrida, o Mach 6, mas permanece basicamente interessado na arte da corrida e do bem-estar de sua família.
E.P. Arnold Royalton (Roger Allam), dono do conglomerado da Royalton Industries, oferece a Speed um estilo de vida incrivelmente luxuoso em troca de assinar para correr com ele. Speed é tentado, mas declina devido à desconfiança das corporações sedentas de poder de seu pai. Irritado, Royalton revela que, durante muitos anos, as corridas principais foram controlados por interesses corporativos, incluindo o próprio Royalton, para obter lucros. Royalton atira sua raiva em Speed usando sua força de motoristas para levar Speed a um acidente que destrói seu Mach 6 e, consequentemente, processando a Racer Motors por violação de propriedade intelectual. Speed tem a oportunidade de retaliar através do Inspector Dectector (Benno Fürmann), chefe de uma divisão de crimes corporativos. Um corredor, Taejo Togokahn (Rain), diz que tem provas de que poderia indiciar Royalton, mas só irá oferecer o dossiê se Speed e o misterioso corredor mascarado Corredor X (Matthew Fox) concordarem em correr em sua equipe no Casa Cristo 5000. Taejo diz que uma vitória poderia aumentar substancialmente o preço das ações das empresas de corrida de sua família, o bloqueio de controle acionário da Royalton. Speed concorda, mas mantém em segredo a decisão de sua família, e a equipe do Inspector Detector faz várias modificações defensivas para o Mach 5 para auxiliar Speed no rali.
Depois que eles dirigem juntos e trabalham naturalmente como uma equipe, Speed começa a suspeitar que o Corredor X é realmente seu irmão Rex disfarçado. Sua família descobre que ele entrou na corrida e concorda em apoiá-lo. Com a ajuda de sua família e Trixie, Speed derrota muitos pilotos brutais que foram subornados por Cruncher Block (John Benfield) para detê-lo, e supera obstáculos aparentemente intransponíveis para ganhar a corrida. No entanto, o arranjo de Taejo é revelado por ser uma farsa, já que ele, na verdade, só estava interessado em aumentar o valor da empresa de sua família para que eles pudessem lucrar com a compra de controle acionário da Royalton. Speed, com raiva, atinge a faixa que ele costumava dirigir com seu irmão, e confronta o Corredor X com sua suspeita de que ele é Rex. Corredor X remove sua máscara, revelando um rosto desconhecido, e diz a Speed que Rex realmente está morto. Speed retorna para casa, onde a irmã de Taejo, Horuko Togokahn (Yu Nan) dá-lhe o convite automático de Taejo para o Grand Prix. A família Racer se junta e constrói o novo Mach 6 em apenas 32 horas.
Speed entra no Grand Prix contra grandes chances: como entrou via convite especial, terá de largar da última posição, e Royalton colocou uma recompensa por sua cabeça que os outros pilotos estão ansiosos para coletar. Além disso, ele precisa enfrentar o lendário Hall of Famer Jack "Cannonball" Taylor (Ralph Herforth), o melhor piloto da Royalton Industries. Speed supera um início lento para recuperar o atraso com Taylor, que usa um dispositivo chamado de spearhook para trancar o Mach 6 a seu próprio carro - o mesmo truque sujo que o tirou da corrida em Fuji Helexicon. Speed usa suas tomadas de salto para expor o dispositivo para as câmeras de vídeo e fazer com que Taylor falhe. Speed ganha a corrida, depois de ter exposto com êxito a trapaça de Royalton. Enquanto o Corredor X é revelado em uma montagem Flashback que ele realmente é Rex, que forjou sua própria morte e se submeteu a uma cirurgia plástica para mudar sua aparência, como parte de seu plano para salvar sua família e para o esporte de corrida. Ele opta por não revelar a sua identidade à sua família, declarando que ele tem de conviver com a sua decisão. A família Racer comemora a vitória de Speed que beija Trixie, e Royalton é enviado para a prisão.

## Elenco
- Emile Hirsch como Speed Racer

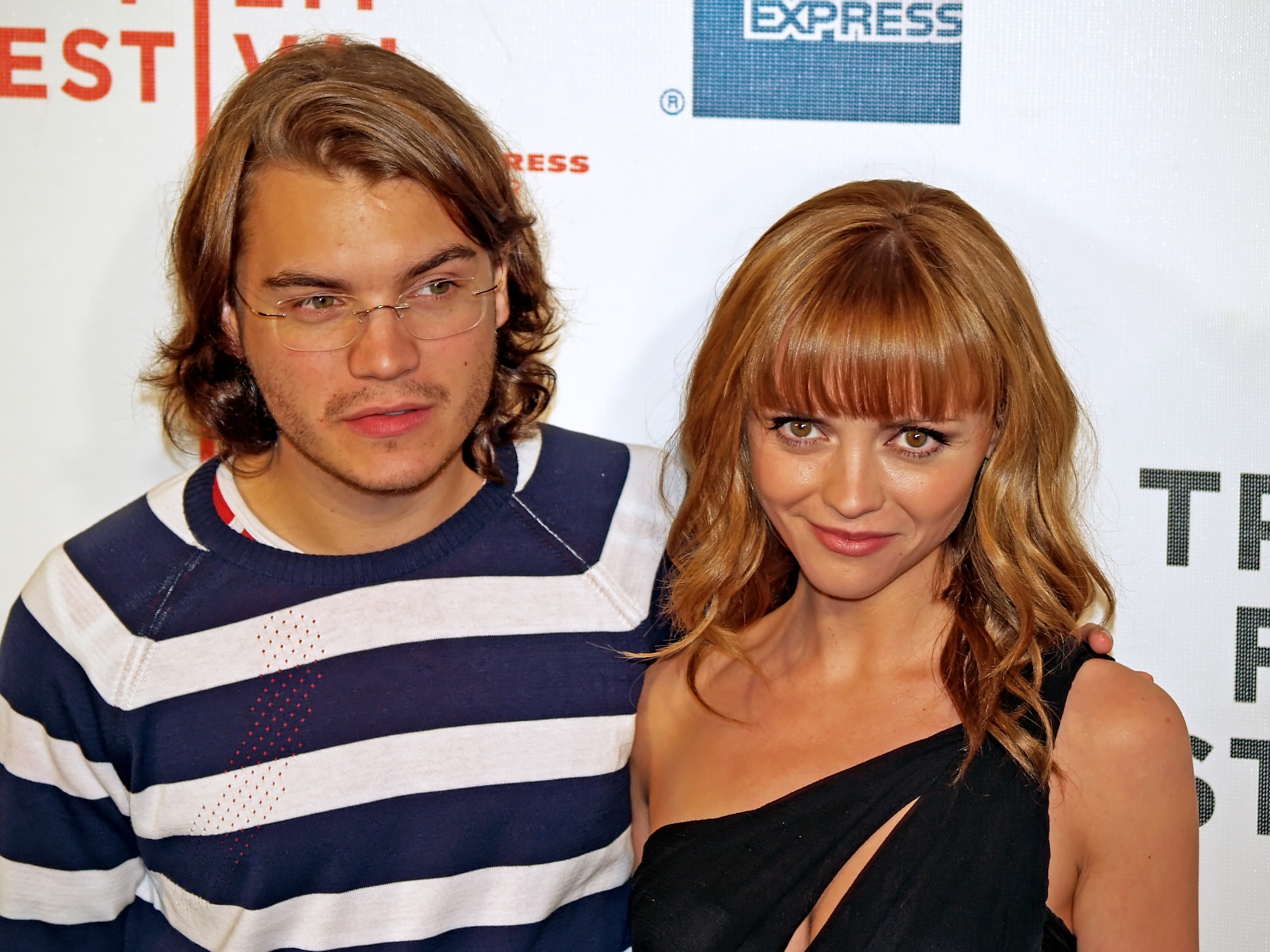
Emile Hirsch e Christina Ricci na premiere no Festival de Cinema de Tribeca

  - Nicholas Elia como jovem Speed Racer
- Christina Ricci como Trixie, namorada de Speed.
  - Ariel Winter como Trixie
- John Goodman como Pops Racer, pai de Speed
- Susan Sarandon como Mom Racer, mãe de Speed
- Matthew Fox como Corredor X, um misterioso piloto mascarado que é secretamente o irmão mais velho de Speed, Rex
  - Scott Porter como jovem Rex Racer
- Rain como Taejo Togokahn, um piloto novato
- Paulie Litt como Spritle Racer, irmão mais novo de Speed
- Kick Gurry como Sparky, mecânico e melhor amigo de Speed
- Chim Chim, chimpanzé-comum de estimação de Spritle e melhor amigo, é retratado por dois chimpanzés: "Kenzie" e "Willy".[5]
- Nayo Wallace como Minx, uma cientista e namorada do Corredor X
- Benno Fürmann como Inspector Detector, chefe da Divisão de Crimes Corporativos, Central Intelligence Bureau
- Togo Igawa como Tetsua Togokahn, pai de Taejo e Horuko, e um rival corporativo de Royalton e Musha
- Yu Nan como Horuko Togokahn, irmã de Taejo Togokhan
- Roger Allam como E.P. Arnold Royalton, o corrupto proprietário e CEO da Royalton Industries
- Christian Oliver como Snake Oiler, um piloto sombrio que usa roupas de corrida de pele de cobra
- Hiroyuki Sanada como Mr. Musha, presidente e CEO da Musha Motors
- Richard Roundtree como Ben Burns, comentarista de corrida e ex-campeão de corrida
- Ralph Herforth como Jack "Cannonball" Taylor, um piloto superstar patrocinado pela Royalton Industries
- John Benfield como Cruncher Block, um piloto profissional e líder de gangue
- Melvil Poupaud como Johnny 'Goodboy' Jones, comentarista de corridas

Os artistas de dublagem ingleses originais da série Peter Fernandez e Corinne Orr aparecem como anunciadores da corrida.

## Produção

### Desenvolvimento
Em setembro de 1992, Joe Pytka anunciou que a Warner Bros. tinha a opção de criar uma adaptação cinematográfica da série japonesa de anime e mangá Speed Racer dos anos 60, em desenvolvimento pela Silver Pictures. Em outubro de 1994, ao cantor Henry Rollins foi oferecido o papel de Corredor X. Em junho de 1995, Johnny Depp foi escalado para o papel principal de Speed Racer, com a produção programada para começar em outubro, com as filmagens ocorrendo na Califórnia e no Arizona. Em agosto, Depp solicitou uma folga ao estúdio para assuntos pessoais, adiando a produção. No entanto, devido a um orçamento excessivamente alto, em agosto, o diretor Julien Temple deixou o projeto. Depp, sem diretor, também se afastou do projeto. O estúdio considerou o diretor Gus Van Sant um substituto de Temple, embora não conceda privilégios de escrita a Van Sant. Em dezembro de 1997, o estúdio contratou Alfonso Cuarón como diretor. Nas várias encarnações do projeto, os roteiristas Marc Levin, Jennifer Flackett, J. J. Abrams e Patrick Read Johnson foram contratados para escrever roteiros.
Em setembro de 2000, a Warner Bros. e a produtora Lauren Shuler Donner contrataram o diretor de videoclipe Hype Williams para assumir o comando do projeto. Em outubro de 2001, o estúdio contratou os roteiristas Christian Gudegast e Paul Scheuring por US$1,2 milhão divididos entre eles para escrever um roteiro para o filme. Eventualmente, sem a produção começar, o diretor e os roteiristas deixaram o projeto. Em junho de 2004, Vince Vaughn liderou o renascimento do projeto, apresentando uma versão do filme que desenvolveria os personagens com mais força. Vaughn foi escalado como Corredor X e também foi anexado ao projeto como produtor executivo. Com a produção nunca se tornando ativa, Vaughn acabou sendo desligado do projeto.

### Pré-produção

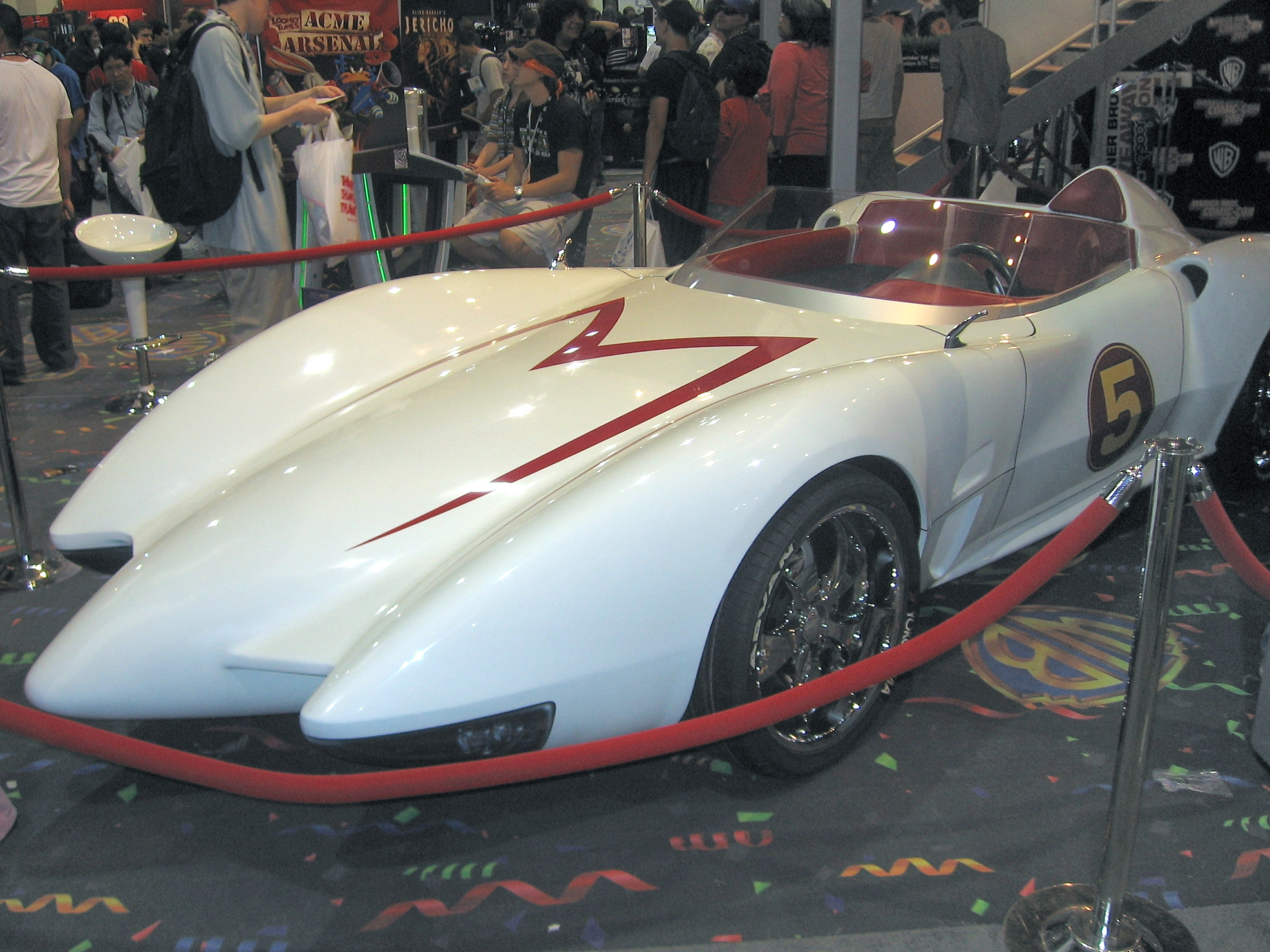
O Mach 5 (mostrado em exposição no Comic-Con International de 2007), foi concebido para ser conduzido, mas foi pendurado em um guindaste para sequências do filme e tinha efeitos de automobilismo gerado pelo computador.

Em outubro de 2006, diretoras Lilly e Lana Wachowski foram contratadas pelo estúdio para escrever e dirigir o filme. O produtor Joel Silver, que havia colaborado com as irmãs Wachowski em V for Vendetta e a trilogia Matrix, explicou que esperava alcançar um público mais amplo com um filme que não seria classificado como R pela Motion Picture Association of America. O designer de efeitos visuais John Gaeta, que ganhou um Oscar de melhores efeitos visuais para as irmãs Wachowskis por The Matrix, foi trazido para ajudar a conceber e transformar Speed Racer em uma adaptação live-action. A produção foi marcada para começar no verão de 2007, em locais da Europa para um lançamento de verão de 2008. Em novembro de 2006, a data de lançamento foi marcada para 23 de maio de 2008. O produtor Joel Silver descreveu Speed Racer como um filme de família, de acordo com o objetivo das Wachowskis de atingir um público mais amplo.

### Elenco
Joseph Gordon-Levitt, Shia LaBeouf e Zac Efron foram originalmente considerados para o papel de Speed Racer, Hirsch acabou por ganhar o papel. Antes de Hirsch se preparar para o papel, Hirsch assistiu a todos os episódios do Speed Racer e visitou Charlotte Motor Speedway (conhecido como Lowe's Motor Speedway na época), onde se encontrou com o piloto Jimmie Johnson. Elisha Cuthbert, Kate Mara e Rose McGowan foram originalmente consideradas para o papel de Trixie, o papel acabou sendo dado a Christina Ricci. Antes de Matthew Fox ser escolhido como Corredor X, Henry Rollins foi originalmente considerado para o papel.

### Filmagem
Em fevereiro de 2007, as irmãs Wachowski selecionaram Studio Babelsberg em Potsdam, Alemanha para filmar. Em março seguinte, a Warner Bros. mudou a data de lançamento duas semanas antes para 9 de maio de 2008. O estúdio recebeu uma doação de US$12,3 milhões do novo Federal Film Fund da Alemanha, o maior ainda da organização, por sua produção na região de Berlim-Brandemburgo. A quantia foi posteriormente aumentada para US$ 13 milhões. A filmagem principal começou em 5 de junho de 2007 em Berlim e foi filmada inteiramente usando chroma key, com duração de 60 dias. Wachowskis filmaram em vídeo de alta definição pela primeira vez. Com a câmera, Wachowskis usavam uma abordagem de camadas que colocava o foco em primeiro plano e em segundo plano para dar a aparência de anime da vida real. O filme tem uma aparência de "futuro retro", de acordo com Silver. Filmagem concluída em 25 de agosto de 2007.

### Música
Em 2007, as Wachowskis adquiriram os direitos dos efeitos sonoros e da música tema da série de televisão para uso no filme. A trilha sonora do filme foi composta por Michael Giacchino, interpretado pela Hollywood Studio Symphony e lançado por Varèse Sarabande. Foi usado junto com a partitura orquestral; Warner Bros. adicionou uma versão atualizada da música tema "Go, Speed Racer, Go", que toca durante os créditos finais, e foi produzida por Ali Dee Theodore e Jason Gleed, e interpretada por Ali Dee e os Deekompressors Razor & Tie lançou esta versão como uma extended play em 1º de janeiro de 2008 para promover o lançamento do filme e como um single lançado juntamente com a trilha sonora do filme em 6 de maio de 2008.

### Crueldade animal
Durante sua produção, o grupo de direitos dos animais People for the Ethical Treatment of Animals (PETA) fez alegações de crueldade contra animais contra o filme, relatando que um dos dois chimpanzés usados na produção foi supostamente espancado depois de morder um ator. O incidente foi confirmado pelo representante de segurança animal da American Humane Association (AHA) no set, que relatou que o substituto do personagem Spritle interpretado por Paulie Litt havia sido mordido sem provocação. O representante da AHA também informou que "no final das filmagens, durante uma sessão de treinamento na presença do Representante Humano Americano, o treinador, em um impulso descontrolado, atingiu o chimpanzé". A Unidade de Filmes da AHA se referiu a esse abuso como "comportamento completamente indesculpável e inaceitável no uso de qualquer animal". A AHA colocou Speed Racer em sua lista "Inaceitável", principalmente por causa desse incidente, com a AHA notando "o mencionado incidente de treinamento mancha o excelente trabalho do restante da produção" e que "não tem nenhum método de separar as ações de um indivíduo a serviço de uma produção a partir da produção como um todo".

## Lançamento e recepção

### Marketing
O Los Angeles Times estimou que cerca de 5.000 produtos relacionados com o filme Speed Racer foram licenciados pela Warner Bros. O filme foi apoiado por vários parceiros promocionais com mais de $80 milhões em apoio à comercialização. Os parceiros incluem General Mills, McDonald's, Target, Topps, Esurance, Mattel, Lego e Petrobras, a estatal brasileira pagou R$3,6 milhões de reais para ter marca inserida no filme. O filme também recebeu apoio de empresas fora dos Estados Unidos na tentativa de atrair audiências internacionais. Com suporte antecipado antes do lançamento do filme, o estúdio forneceu modelos de computador 3D do carro Mach 5 de Speed Racer para as empresas, para que pudessem renderizar com precisão o veículo em suas mercadorias.
Mattel produziu brinquedos baseados no filme em várias divisões. Hot Wheels produziu veículos fundidos, conjuntos de corrida e conjuntos de pista. Tyco produziu Mach 5s e conjuntos de corrida com controle remoto. Radica Games produziu jogos eletrônicos nos quais os jogadores podem usar uma roda de carro, juntamente com uma promoção cruzada com o jogo eletrônico U.B. Funkeys. Os produtos foram disponibilizados em março de 2008. Além disso, a Lego Company produziu quatro conjuntos de Lego baseado no filme. Como parte da relação promocional da General Mills, durante o 2008 Crown Royal Presents the Dan Lowry 400, parte da NASCAR Sprint Cup Series de 2008, a famosa #43 Dodge Charger da Petty Enterprises foi transformado numa versão NASCAR Sprint Cup Series do Mach 5, dirigido por Bobby Labonte.
A Warner Bros., através de sua Warner Bros. Interactive Entertainment, publicou um jogo eletrônico baseado no filme Speed Racer: The Videogame, lançado em 6 de maio de 2008 no Nintendo DS e Nintendo Wii e em 16 de setembro de 2008 para o PlayStation 2. A música original do jogo eletrônico Speed Racer foi escrita por Winifred Phillips e produzida por Winnie Waldron. O jogo foi lançado no Nintendo DS e no Wii em maio com o lançamento nos cinemas do filme e foi lançado no PS2 no outono para acompanhar o lançamento em DVD e Blu-ray do filme. Devido a um curto cronograma de desenvolvimento, o estúdio optou por não desenvolver jogos para o PlayStation 3 e Xbox 360.

### Midia doméstica
A Warner Home Video lançou Speed Racer em DVD e Blu-ray em 16 de setembro de 2008. O conjunto de três discos apresenta o recurso principal e os recursos complementares no primeiro disco, o jogo em DVD "Speed Racer Crucible Challenge" no segundo disco e uma cópia digital do filme no terceiro disco — os dois últimos exclusivos do lançamento do Blu-ray. As vendas de DVD nos EUA atingiram US$6,268,301 e 390,191 cópias na primeira semana, com gastos de US$14,277,546 e 900,361 cópias vendidas até 2013 e US$23 milhões arrecadados a partir de 2018. A versão em Blu-ray foi relançada em 18 de maio de 2010.

### Bilheteria
Speed Racer estreou em 26 de abril de 2008 durante um evento estimado em US$500,000 no Nokia Theater em Los Angeles, onde 4,000 pessoas compareceram. Foi lançado nos cinemas regulares em 9 de maio de 2008, arrecadando US$18,561,337 no seu fim de semana de estreia, de cerca de 6,700 telas em 3,606 cinemas nos Estados Unidos e Canadá, ocupando o terceiro lugar nas bilheterias atrás de Iron Man e What Happens in Vegas. Em seu segundo final de semana, arrecadou US$8,117,459 e ficou em quarto lugar nas bilheterias. O filme encerrou sua exibição em 1º de agosto de 2008 com US$43,945,766 no mercado interno e US$93,945,766 em todo o mundo. Com base no total bruto, foi considerado um fracasso nas bilheterias. Os resultados ficaram bem abaixo das expectativas do estúdio, dado que os custos de produção de Speed Racer foram estimados em mais de US$120 milhões. Apesar dos baixos números de bilheteria, a Warner Bros. permaneceu otimista em relação às vendas de produtos associados, que variam de brinquedos a tênis. Brad Globe, presidente da Warner Bros. Consumer Products, expressou a esperança de que "ainda vamos nos sair muito bem com Speed Racer", reconhecendo que "um filme gigante teria feito tudo muito maior".

### Resposta da crítica

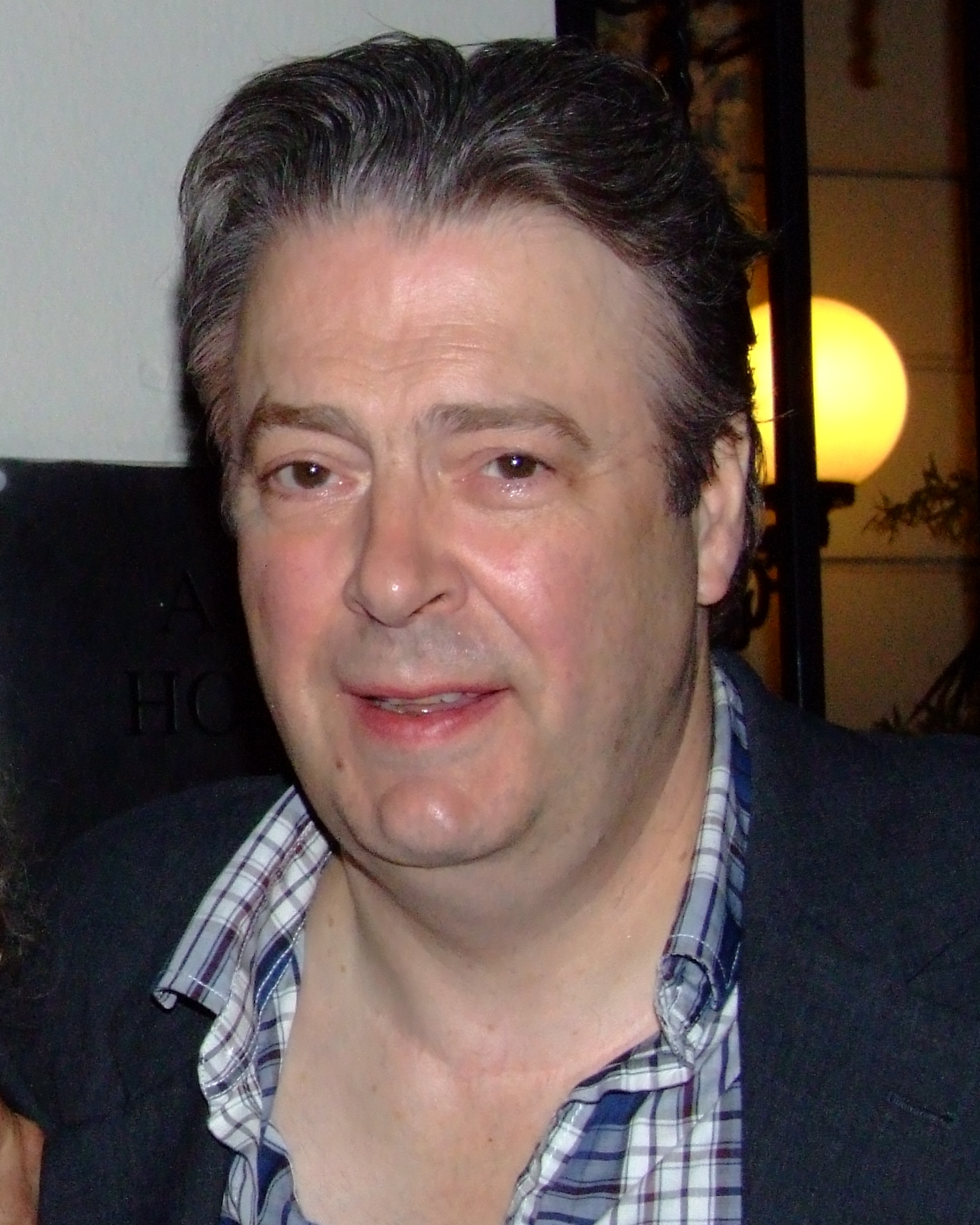
Interpretação de Roger Allam como o personagem Arnold Royalton foi muito elogiado; Variety disse que fez "um delicioso vilão ame-e-odeie". Crítico Richard Corliss da revista Time alegou que Allam foi "canalizado na filosofia Christopher Hitchens como seus mais tempestuosos"; comparações semelhantes foi feita por vários outros comentários.

Speed Racer recebeu críticas geralmente negativas de críticos de cinema. No site Rotten Tomatoes o filme possui uma taxa de aprovação de 40% com base em 212 avaliações, com uma classificação média de 5,15/10. O consenso dos críticos do site diz que as irmãs Wachowskis "sobrecarregaram Speed Racer com efeitos especiais indutores de dor de cabeça e negligenciaram o desenvolvimento de uma história coerente." No Metacritic, que usa uma média ponderada, atribuiu ao filme uma pontuação de 37 em 100 com base em 37 críticos, indicando "críticas geralmente desfavoráveis".
Escrevendo para o The Hollywood Reporter, Kirk Honeycutt chamou os efeitos visuais de "estelar", mas afirmou que Speed Racer "nega orgulhosamente a entrada no seu mundo ultra-brilhante para quase todos, exceto gamers, fanboys e entusiastas do anime". Ele criticou a história e caráter foram "deixados de lado" para as corridas, o que ele chamou de "cansativo". Todd McCarthy da Variety observado o público-alvo deve se divertir, mas os outros possam pensar o filme como "um engavetamento cinematográfico", citando sua implausibilidade e da falta de perigo identificável nas sequências de condução. Enquanto os telespectadores observam interessados em apreciar o mundo de imagens geradas por computador, McCarthy disse que o quadro por vezes se assemelhava a "classe da arte da colagem de um jardim de infância". Ele tinha elogios para a cinematografia, a partitura musical, e todo o elenco. Zac Bertschy do Anime News Network também elogiou o elenco, ao dizer que a história é "como alguém pode esperar", acrescentando que "os personagens são todos os arquétipos de papelão com diálogo do Saturday Morning." Speed Racer "prepara-se para honrar e atualizar um entusiasmo juvenil do passado e acaba sufocando a diversão na grandiosidade auto-consciente", declarou A. O. Scott do The New York Times.
Glenn Kenny da Premiere criticada tempo a mudança narrativa do filme e várias histórias, dizendo que "os rendimentos até então inimagináveis níveis de incoerência narrativa". Kenny elogiou o visual do filme, dizendo que o "cheez-whizziness" que outros tinham criticado foi "precisamente o ponto". Ele comentou que o filme inspira ainda mais o pensamento de The Matrix por causa de suas "histórias descaradamente anti-capitalistas". De forma similar, Anthony Lane do The New Yorker, disse que o filme poderia ainda acabar "branqueado a diversão", devido ao tema debatido em The Matrix que todos nós estamos sendo controlados. Em Speed Racer, a pista argumenta, isso vem na forma do vilão Royalton, que "promete esmagar [Speed] com 'o poder incontestável do dinheiro'", Ele concluiu que algumas pessoas podem chamá-lo divertido, mas que se sentiu "[ele] Pop como o fascismo". Jim Emerson, editor do Chicago Sun Times, escreveu que Speed Racer "é um widget fabricado, um produto empacotado que capitaliza sobre um desenho antropomórfico do mal capitalista, a fim de vender-se e os seus produtos auxiliares". Foi dito para ser "a parte mais cansativa de CGI (imagens geradas por computador [sic])" dos "últimos anos" no momento do lançamento do filme por Philip French, um crítico do The Guardian.
Por outro lado, da IGN Todd Gilchrist deu uma crítica positiva, afirmando que Speed Racer "não é apenas o melhor filme que poderia ser, é muito bonito exatamente o que deveria ser: cheio de emocionantes, corridas brilhantemente concebidos, caracterizações primário de cor e um senso irresistível de diversão". Ele chamou Speed Racer "uma obra-prima do gênero", elogiando "o espetáculo de efeitos especiais" e "o momento em que as Wachowski passou de diretores prodígios aos verdadeiros auteurs". Michael Phillips do Chicago Tribune descrito Speed Racer como "flutuante entretenimento pop e observou que as Wachowski respeitaram "os temas de honra, desonra, lealdade familiar e inspiração-Visigodos barbárie ao volante "do trabalho original. O elenco é elogiado como ser "sério" e "suavemente brincalhão". no entanto, ele afirmou que "ela desce em seu meio" com o diálogo desnecessário. Embora tenha sido dito para estar entre os piores filmes do ano por Rebecca Murray de About.com, ela incluiu Speed Racer em sua lista de "10 Melhores Filmes de Ação de 2008", afirmando que "as seqüências de ação são definitivamente atraentes." Revista Time incluído Speed Racer na sua lista de "Os 25 Melhores Filmes de Esportes de Todos os Tempos" e "Top 10 Filmes de 2008". Ele disse: "Nem toda obra FC avant-garde recebe validação da audiência instantânea", descreveu o filme como "um rico, sonho caricatural: Arte Op sem parada, e um triunfo de virtuosismo virtual". Speed Racer foi eleito o terceiro filme mais subestimado da década de 2000 por Den of Geek, que o chamou de "um filme de jogo de mudança que redefiniu e reconceptualizou a forma de filme como a conhecemos."

### Prêmios e indicações
Speed Racer foi nomeado para Golden Trailer Awards por "Blockbuster de Verão 2008", Para o MTV Movie Award para "Melhor Filme de Verão Até Agora", Para o Motion Picture Sound Editors Golden Reel Award para "Melhor Edição de Som: Efeitos Sonoros e Foley em um Longa-Metragem", Para o Visual Effects Society Awards para "Pinturas Marcantes Matte Caracterizados em um Longa-Metragem". Para os Prémios Teen Choice, Speed Racer foi indicado na categoria de "Prémio Teen Choice de Melhor Filme – Ação" e Emile Hirsch e Christina Ricci foram indicados para melhores atores de ação. Por outro lado, o filme também nomeado para os 29th Prêmios Framboesa de Ouro na categoria de Pior Prequela, Remake, Rip-off ou Sequência.

## Possível sequência
Variety discutiu uma possível sequência, dizendo que isso poderia acontecer se Speed Racer tivesse um bom desempenho nas bilheterias. Em 2008, uma possível sequência foi contemplada pelas Wachowski quando Rain perguntou a elas por que seu personagem estava tão feliz por Speed ter vencido, e elas responderam que isso poderia ser explicado no próximo filme. Rain disse que ele foi contratado por três anos, observando que isso não garante que uma sequência seja lançada. Christina Ricci também considerou uma possibilidade; ela declarou "Quando nós [o elenco] fomos todos embora, nós ficamos tipo 'escrever a sequência! "Queremos voltar". E eles [as Wachowski] eram como, 'Eu sei. Eu sei. Vamos. Não se preocupe"., Acrescentando que ela gostaria de mais cenas de ação para sua personagem. O produtor Joel Silver disse que as Wachowskis "tem uma ótima ideia de história para uma sequência", mas que seja "uma ótima ideia para uma sequência, se fizer sentido fazê-la".